# Смільнівська сільська рада
Смільнівська сільська рада — орган місцевого самоврядування у Бродівському районі Львівської області з адміністративним центром у селі Смільне.

## Розташування
Смільнівська сільська рада розташована в східній частині Львівської області, в західному напрямі від районного центру міста Броди.

## Загальні відомості
Смільнівська сільська рада утворенна в 1992 року. Населення — 886 осіб.
Загальна територія Смільнівської сільської ради — 9920 га.

## Населені пункти
Сільській раді підпорядковані 2 населених пункти.
| № | Назва населеного пункту | Населення | Площа, км² | Густота населення | Дата заснування |
| - | ----------------------- | --------- | ---------- | ----------------- | --------------- |
| 1 | с. Смільне              | 662       | 0,553      | 1197,11           | 1431            |
| 2 | с. Сидинівка            | 224       | 0,979      | 228,8             | 600             |

## Керівний склад ради
| ПІБ                      | Основні відомості                                      | Дата обрання | Дата звільнення |
| ------------------------ | ------------------------------------------------------ | ------------ | --------------- |
| Бойко Володимир Ількович | Сільський голова, 1958 р.н., безпартійний              | 26.03.2006   | 31.10.2010      |
| Кушпета Ігор Любомирович | Сільський голова, 1963 р.н., освіта вища, безпартійний | 31.10.2010   |                 |

Примітка: таблиця складена за даними джерела